# 大叶龙角
大叶龙角（学名：Hydnocarpus annamensis）为大风子科大风子属下的一个种。

## 扩展阅读
- 維基物種上的相關：大叶龙角